# Констанћин-Језјорна
Констанћин-Језјорна (пољ. Konstancin-Jeziorna) град је у Пољској у Војводству мазовском. По подацима из 2012. године број становника у месту је био 17 473.

## Становништво
| 2012.  |
| ------ |
| 17 473 |

## Партнерски градови
- Денцлинген
- Сен Жермен ан Лај